# 서귀서초등학교
서귀서초등학교는 대한민국 제주특별자치도 서귀포시에 있는 공립 초등학교이다.

## 학교 연혁
- 1978년 1월 18일: 개교

## 참고 자료
- 서귀서초등학교 - 한국교육학술정보원 학교알리미